# 小幡美香
小幡 美香（おばた みか、1970年9月30日 - ）は日本の女将。島根県出身。尾道短期大学卒。

## 人物
1989年に島根県立松江南高等学校を卒業。1991年に広島の尾道短期大学を卒業。地元の金融機関（農林中央金庫、1991年～1997年在籍、結婚により退社）に就職する。
1996年にさぎの湯温泉 旅館「竹葉（ちくよう）」へ嫁いだことがきっかけで旅館女将になる。
2001年に調理師免許取得。独自で勉強し、薬膳料理も展開する。2008年にKIJ（クシ・インスティテュート・オブ・ジャパン）認定のマクロビオティック・フードコーディネーターの資格を取得。また、2014年にはクシマクロビオティックス・コンシェルジュの資格取得。調理師、マクロビオティック・コンシェルジュとして、地元の無農薬・減農薬野菜を中心に『カラダに美味しく優しいお料理』を心掛けている。
地元安来市の伝統芸能「安来節どじょうすくい踊り」の一宇川流准師範。「島根を愛する名物女将」としてしまね観光PR大使も務め、イベントや旅館での体験・鑑賞を通じてどじょうすくい踊りを広める活動を行っている。
二児の母。

## 出演

### CM
- パナソニック 「プライベートビエラ」（2015年11月25日 - 約1年間）

### ラジオ
- OH! HAPPY TALK（2018年4月30日 - 5月4日、JFN系列FM局「OH! HAPPY MORNING」内）[4]

### テレビ
- 秘密のケンミンSHOW（2015年9月24日、日本テレビ)
- お願いランキング（2016年1月12日、テレビ朝日）紹介
- 生たまごBang!（山陰放送）
  - 特集「ぽっかぽっか温泉三昧」（2016年1月20日）
  - （2016年6月1日）
- 山陰ケーブルテレビジョン開局30周年記念特別番組 辛坊治郎の激辛!!地方創生委員会（2017年1月1日）
- 国分太一のおさんぽジャパン」（2017年4月14日）[5]
- 結婚したら人生激変!○○の妻たち（2017年8月7日、TBS）
- 山陰ケーブルテレビジョン新春特別番組 辛坊治郎の激辛!!地方創生委員会（2018年1月1日）

### 雑誌
- 週刊文春 「西日本の美人女将のいる宿」
- 全日空機内誌 翼の王国（2013年2月号）
- 朝日新聞夕刊（東京版）カバーマーク広告（2015年9月25日）
- 美ST 特集「私はどのくらい？発表！全日本美女ランキング2016」（2016年10月号）
- 男の隠れ家 特集「素敵な女将がいる温泉宿」（2017年1月号）
- 週刊ホテルレストラン（週刊HOTERES）（2018年7月6日）[6]